# 中波帯
中波帯（）は、総務省令無線局運用規則第2条第1項第3号において「285kHzから535kHzまでの周波数帯」と定義される周波数帯。無線工学における長波（30 - 300kHz）と中波（300kHz - 3MHz）にまたがり、長波のごく一部と中波の一部を占める周波数帯である。
長波と中波のうち数パーセントを占めるに過ぎないこの250kHz幅を特に中波帯と呼ぶのは、ここが移動体における無線通信（移動業務）の周波数帯として全世界共通に使われてきたからである。夜間には電離層の反射により1000km程度まで伝播することもあるが、地表波の伝わる200 - 300km以内で安定した通信を行うのが基本。移動局を相手とする陸上局には、通信の受け持ち区域が指定される場合がある。
海上移動業務では20世紀末にGMDSSへ転換されるまで、また航空移動業務でも二次大戦終了の直後まで、この周波数帯における手動モールス通信を義務付けられる無線局が存在し、遭難通信などで重要な役割を果たしてきた。
現在でも途上国を中心に、中波帯でモールス通信を行う移動業務の無線局は存在しているが、日本においては専ら電波航法や航行警報に利用されている。 